# (4508) Takatsuki
(4508) Takatsuki – planetoida z pasa głównego asteroid okrążająca Słońce w ciągu 3 lat i 94 dni w średniej odległości 2,2 j.a. Odkryli ją 27 marca 1990 roku Kin Endate i Kazurō Watanabe w obserwatorium w Kitami. Nazwa planetoidy pochodzi od Yukihiro Takatsukiego (ur. 1952), redaktora japońskiego czasopisma astronomicznego „Tenmon Guide”. Przed nadaniem nazwy planetoida nosiła oznaczenie tymczasowe (4508) 1990 FG1.